# 福克斯 (姓氏)
福克斯（Fox）可以指：

## 人物
- 查爾斯·詹姆士·福克斯（英語：Charles James Fox，1749年1月24日－1806年9月13日），英國輝格黨政治家。
- 迈克尔·J·福克斯（英語：Michael Andrew Fox，1961年6月9日－），加拿大裔美國演員、作家、製片人、活動家和配音演員。
- 愛德華·福克斯（Edward Charles Morice Fox，1937年4月13日－），英國演員。
- 乔治·福克斯（George Fox，1624年7月－1691年1月13日），英國出生的（宗教）持不同政見者。

|  | 本页或本分段罗列了姓氏为「福克斯 (姓氏)」的人物。 如果是一个指代特定个人的内链将您引导到本页，請考慮修正該人物的名字以將链接指向正確的條目。 |